# Stockport (Iowa)
Stockport is een plaats (city) in de Amerikaanse staat Iowa, en valt bestuurlijk gezien onder Van Buren County.

## Demografie
Bij de volkstelling in 2000 werd het aantal inwoners vastgesteld op 284. In 2006 is het aantal inwoners door het United States Census Bureau geschat op 288, een stijging van 4 (1,4%).

## Geografie
Volgens het United States Census Bureau beslaat de plaats een oppervlakte van 2,7 km², geheel bestaande uit land. Stockport ligt op ongeveer 229 m boven zeeniveau.

## Plaatsen in de nabije omgeving
De onderstaande figuur toont nabijgelegen plaatsen in een straal van 20 km rond Stockport.